# Музыкальное программирование
Музыка́льное программи́рование — процесс создания музыки при помощи электронных устройств, таких как секвенсоры и компьютерные программы. Основными способами программирования являются семплирование и ввод с MIDI-устройств. Программирование используется практически во всех жанрах электронной музыки, а также хип-хопа, начиная с 1990-х годов. Его также применяют в поп- и рок-музыке, в отдельных случаях в джазовой и современной классической музыке. В XXI веке программирование стало частью направлений скримо и металкора, таких как кранккор и электроникор, соответственно.